# Andrés Lioi
Andrés Lioi (ur. 7 marca 1997 w Rosario) – argentyński piłkarz występujący na pozycji pomocnika.

## Kariera klubowa
Grę w piłkę nożną rozpoczął w CA Central Córdoba z Santiago del Estero, gdzie na pierwszy trening zaprowadził go dziadek. Następnie szkolił się w amatorskim klubie Club Renato Cesarini. Jako piętnastolatek przeniósł się do akademii CA Rosario Central. W sezonie 2017 wywalczył z zespołem rezerw Copa Santa Fe, pokonując w finale Atlético de Rafaela II.
W listopadzie 2017 roku podpisał z Rosario Central profesjonalny kontrakt. 25 stycznia 2018 zadebiutował w Primera División w zremisowanym 1:1 meczu przeciwko CA Independiente i rozpoczął od tego momentu regularne występy. 18 lutego strzelił swoje pierwsze bramki w argentyńskiej ekstraklasie, zaliczając hat trick w spotkaniu z Club Olimpo (5:0).
W grudniu 2018 roku zdobył Puchar Argentyny po pokonaniu w finale Gimnasia y Esgrima La Plata w serii rzutów karnych. Po objęciu funkcji trenera przez Diego Coccę, który oznajmił, iż z powodu zagrożenia relegacją stawiał będzie na doświadczonych zawodników, nie rozegrał on żadnego ligowego spotkania. Przed sezonem 2019/20 otrzymał zgodę na wypożyczenie bądź transfer definitywny do innego klubu i został wykluczony ze składu pierwszego zespołu.
W sierpniu 2019 roku został na zasadzie rocznego wypożyczenia graczem Korony Kielce, prowadzonej przez Gino Lettieriego. 30 sierpnia zadebiutował w Ekstraklasie w przegranym 0:2 meczu z Jagiellonią Białystok, w którym wszedł na boisko w 56. minucie za Ognjena Gnjaticia. Łącznie w
sezonie 2019/20 rozegrał on 13 spotkań w pierwszej drużynie i 5 w zespole rezerw. Na zakończenie rozgrywek Korona spadła do I ligi, a on sam powrócił do CA Rosario Central.
We wrześniu 2020 roku Lioi odbył testy w Cosenzy Calcio (Serie B). W marcu 2021 roku jako wolny agent podpisał umowę z chilijskim zespołem San Luis Quillota, grającym w Campeonato Ascenso. Rozegrał w barwach tego klubu 10 ligowych spotkań i zdobył 1 bramkę w wygranym 1:0 meczu z CD Universidad de Concepción. We wrześniu 2021 roku został wypożyczony na 3 miesiące do Deportes Iberia prowadzonego przez Eduardo Lobosa. Rozegrał dla tego klubu 9 meczów w Segunda División, w których strzelił 2 gole.
W styczniu 2022 roku Lioi został graczem Deportivo Madryn, które przygotowywało się do swojego debiutanckiego sezonu w Primera B Nacional. Przez 2 kolejne lata rozegrał w barwach tego klubu 49 meczów i zdobył 3 bramki. W styczniu 2024 roku odbył testy w Deportivo Maipú, po których trener Rubens Sambueza zaoferował mu kontrakt. Przed sezonem 2025 przeszedł do beniaminka Primera B Nacional – CA Colegiales.

## Statystyki kariery
Klubowe
Aktualne na dzień 5 maja 2025
| Klub                    | Sezon             | Liga               | Liga  | Liga | Puchar kraju | Puchar kraju | Puchar ligi | Puchar ligi | Kontynentalne | Kontynentalne | Inne  | Inne | Razem | Razem |
| Klub                    | Sezon             | Liga               | Mecze | Gole | Mecze        | Gole         | Mecze       | Gole        | Mecze         | Gole          | Mecze | Gole | Mecze | Gole  |
| ----------------------- | ----------------- | ------------------ | ----- | ---- | ------------ | ------------ | ----------- | ----------- | ------------- | ------------- | ----- | ---- | ----- | ----- |
| Rosario Central         | 2017/2018         | Primera División   | 10    | 3    | 6            | 0            | —           | —           | 0             | 0             | 0     | 0    | 16    | 3     |
| Rosario Central         | 2018/2019         | Primera División   | 11    | 0    | 1            | 0            | —           | —           | 0             | 0             | —     | —    | 12    | 0     |
| Rosario Central         | Ogółem            | Ogółem             | 21    | 3    | 7            | 0            | 0           | 0           | 0             | 0             | 0     | 0    | 28    | 3     |
| Korona Kielce (wyp.)    | 2019/2020         | Ekstraklasa        | 13    | 0    | 0            | 0            | —           | —           | —             | —             | —     | —    | 13    | 0     |
| Korona II Kielce (wyp.) | 2019/2020         | III liga           | 5     | 0    | 0            | 0            | —           | —           | —             | —             | —     | —    | 5     | 0     |
| San Luis Quillota       | 2021              | Campeonato Ascenso | 10    | 1    | 0            | 0            | —           | —           | —             | —             | —     | —    | 10    | 1     |
| Deportes Iberia         | 2021              | Segunda División   | 9     | 2    | —            | —            | —           | —           | —             | —             | —     | —    | 9     | 2     |
| Deportivo Madryn        | 2022              | Primera B Nacional | 23    | 3    | 3            | 0            | —           | —           | —             | —             | —     | —    | 26    | 3     |
| Deportivo Madryn        | 2023              | Primera B Nacional | 26    | 0    | —            | —            | —           | —           | —             | —             | —     | —    | 26    | 0     |
| Deportivo Madryn        | Ogółem            | Ogółem             | 49    | 3    | 3            | 0            | 0           | 0           | 0             | 0             | 0     | 0    | 52    | 3     |
| Deportivo Maipú         | 2024              | Primera B Nacional | 12    | 0    | 1            | 0            | —           | —           | —             | —             | —     | —    | 13    | 0     |
| CA Colegiales           | 2025              | Primera B Nacional | 9     | 0    | 1            | 0            | —           | —           | —             | —             | —     | —    | 8     | 0     |
| Ogółem w karierze       | Ogółem w karierze | Ogółem w karierze  | 128   | 9    | 12           | 0            | 0           | 0           | 0             | 0             | 0     | 0    | 140   | 9     |

## Sukcesy
CA Rosario Central
- Puchar Argentyny: 2018

CA Rosario Central II
- Copa Santa Fe: 2017